# Liste der brasilianischen Botschafter in Mosambik
Dies ist eine Liste der brasilianischen diplomatischen Vertreter in Mosambik.
Der brasilianische Botschafter residiert an der Avenida Kenneth Kaunda 296 in Maputo. In beiden Staaten ist die portugiesische Sprache Amtssprache, sie gehören zur Lusophonie sowie zur Gemeinschaft der Portugiesischsprachigen Länder.
Seit 1998 ist der Botschafter mit Amtssitz in Maputo regelmäßig bei den Regierungen in Antananarivo (Madagaskar) und Mbabane (Swasiland) akkreditiert. Von 1998 bis 2010 war er bei der Regierung in Victoria (Seychellen) akkreditiert. Von 1982 bis 1986 war er bei der Regierung in Harare, Simbabwe akkreditiert.
| Ernannt / Akkreditiert | Name                                | Bemerkungen | ernannt von                          | akkreditiert bei         | Posten verlassen |
| ---------------------- | ----------------------------------- | ----------- | ------------------------------------ | ------------------------ | ---------------- |
| 24. März 1976          | Ronald Leslie Moraes Small          |             | Ernesto Geisel                       | Samora Machel            | 1977             |
| 1977                   | Ítalo Zappa                         |             | Ernesto Geisel                       | Samora Machel            | 1981             |
| 1982                   | Marcel Dezon Costa Hasslocher       |             | João Baptista de Oliveira Figueiredo | Samora Machel            |                  |
| 1988                   | Jose Oscar Monteiro                 |             | José Sarney                          | Joaquim Alberto Chissano |                  |
| 1993                   | Luciano Osório Rosa                 |             | Itamar Franco                        | Joaquim Alberto Chissano | 1996             |
| 1998                   | Hélder Martins de Moraes            |             | Fernando Henrique Cardoso            | Joaquim Alberto Chissano |                  |
| 2004                   | Leda Lúcia Martins Camargo          |             | Luiz Inácio Lula da Silva            | Joaquim Alberto Chissano | 2008             |
| 2008                   | Antônio José Maria de Souza e Silva |             | Luiz Inácio Lula da Silva            | Armando Guebuza          | 2012             |
| 12. Juli 2012          | Lígia Maria Scherer                 |             | Dilma Rousseff                       | Armando Guebuza          |                  |
| 16. Juli 2015          | Rodrigo de Lima Baena Soares        |             | Dilma Rousseff                       | Filipe Nyusi             |                  |